# Pearsonia
Pearsonia là một chi thực vật châu Phi có 12 loài thuộc họ Fabaceae và phân bố ở phía nam xích đạo với một loài được tìm thấy ở Madagascar.
Các loài thường là cây thân thảo hay cây thân mộc bụi nhỏ.
Chi này thuộc tông Crotalarieae và có quan hệ gần gũi với Lebeckia, Crotalaria và Lotononis.

## Loài
- Pearsonia aristata (Schinz) Dummer [4]
- Pearsonia bracteata (Benth.) Polhill
- Pearsonia cajanifolia (Harv.) Polhill
- Pearsonia callistoma Campb.-Young & K.Balkwill [5]
- Pearsonia flava (Baker f.) Polhill
- Pearsonia grandifolia (Bolus) Polhill
- Pearsonia madagascariensis (R. Vig.) Polhill
- Pearsonia mesopontica Polhill
- Pearsonia metallifera Wild
- Pearsonia obovata (Schinz) Polhill
- Pearsonia sessilifolia (Harv.) Dummer subsp. marginata (Schinz)Polhill
- Pearsonia uniflora (Kensit) Polhill